# Église Saint-Germain-l'Auxerrois de Vaire-sous-Corbie
Pour les articles homonymes, voir Église Saint-Germain-l'Auxerrois.
L'église Saint-Germain-l'Auxerrois de Vaire-sous-Corbie est située sur le territoire de la commune de Vaire-sous-Corbie, dans le département de la Somme, à l'est d'Amiens.

## Historique
L'église actuelle remplace un édifice précédant dont la construction remontait au XVIIe siècle après les invasions espagnoles et qui fut détruit en 1918, au cours de la Première Guerre mondiale. Les plans de cette nouvelle église ont été dressés par l'architecte Maurice Fabre et la décoration intérieure conçue par Gérard Ansart.

## Caractéristiques
L'édifice a été construit en brique selon un plan basilical traditionnel sans transept. Le chœur est pourvu d'une abside en cul de four. La tour clocher qui se dresse au-dessus de l'entrée est de forme octogonale dans sa partie supérieure qui se termine par un toit en flèche recouvert d'ardoise. Le porche d'entrée est construit en pierre. De part et d'autre de l'entée, se trouvent deux chapelles, celle de l'ouest renferme les fonts baptismaux et le confessionnal, celle de l'est un autel dédié à la Vierge Marie.
La modestie de l'architecture extérieure contraste avec la richesse de la décoration intérieure, typique de l'art déco, qui fait l'originalité de l'église. L'architecte-décorateur Gérard Ansart a conçu les dessins du mobilier et des objets. Le sculpteur amiénois Georges Legrand a réalisé le décor sculpté, le maître-verrier Georges Tembouret réalisa les vitraux. On peut notamment remarquer dans l'église :
- trois lustres en forme de croix grecque, en fer forgé ;
- la chaire en pierre ;
- le maître-autel en pierre et quatre chandeliers ;
- le fauteuil de l'officiant et quatre tabourets, en bois ;
- les fonts baptismaux en pierre[1],
- l'autel de la Vierge avec sa statue de la Vierge à l'Enfant en pierre, de Gérard Ansart et Georges Legrand et deux chandeliers, sont protégés en tant que monuments historiques au titre d'objet : inscription par arrêté du 1er octobre 1999[2] ;
- les stalles, en bois ;
- le confessionnal, en bois ;

Des statues en bois du XVIIIe siècle qui se trouvaient dans l'ancienne église sont conservées dans l'église actuelle :
- saint Germain, œuvre probable de Louis Dupuis, classée monument historique au titre d'objet par arrêté du 3 décembre 1984 [3] ;
- saint Nicolas,
- saint Eloi,
- Vierge à l'Enfant,
- sainte Catherine, inscrites monuments historiques au titre d'objet par arrêté du 10 mai 1983[1].

Les vitraux représentent : sainte Colette, sainte Marguerite, saint Germain, le Sacré-Cœur de Jésus et un saint évêque non identifié.

## Photos

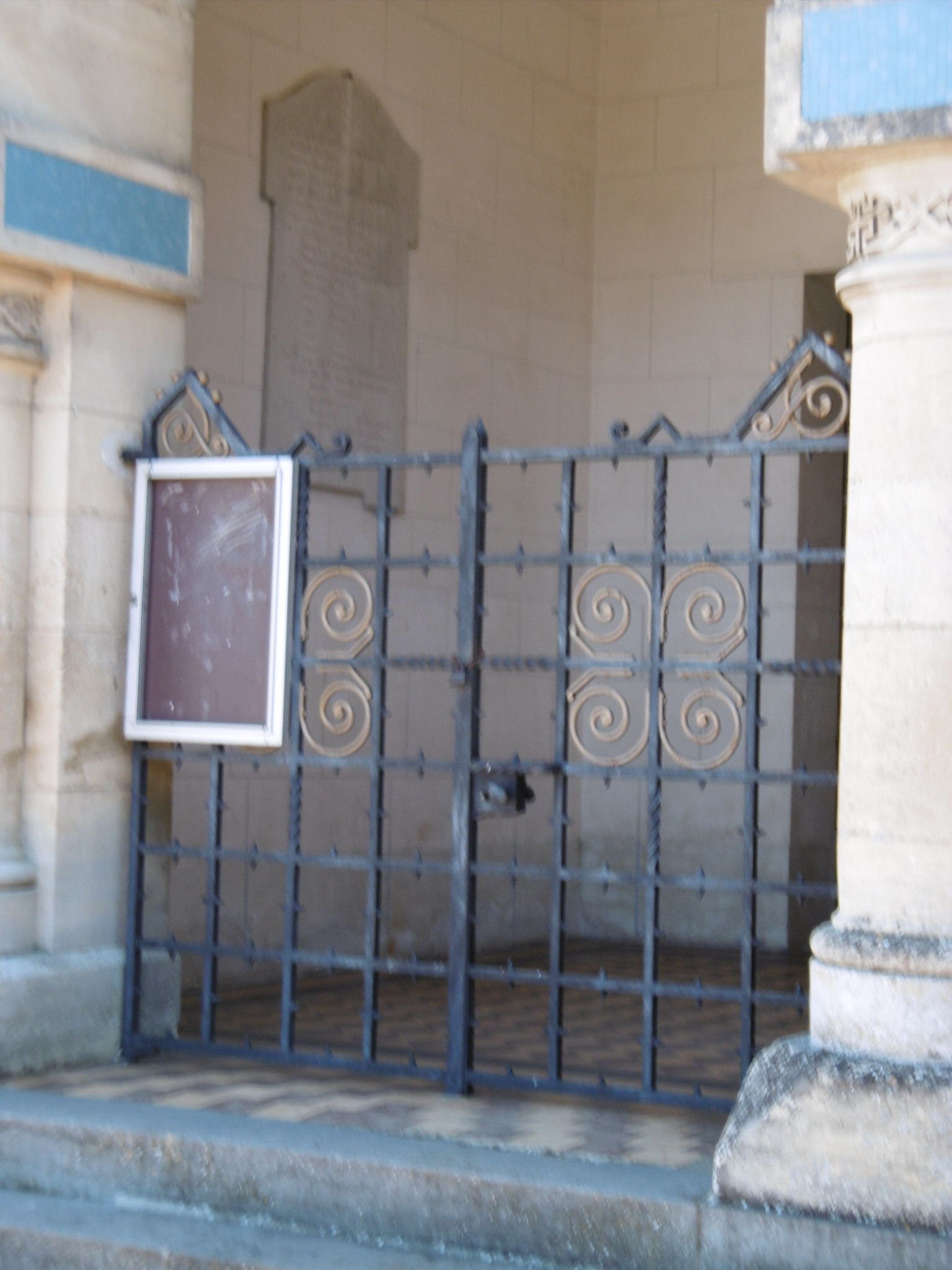
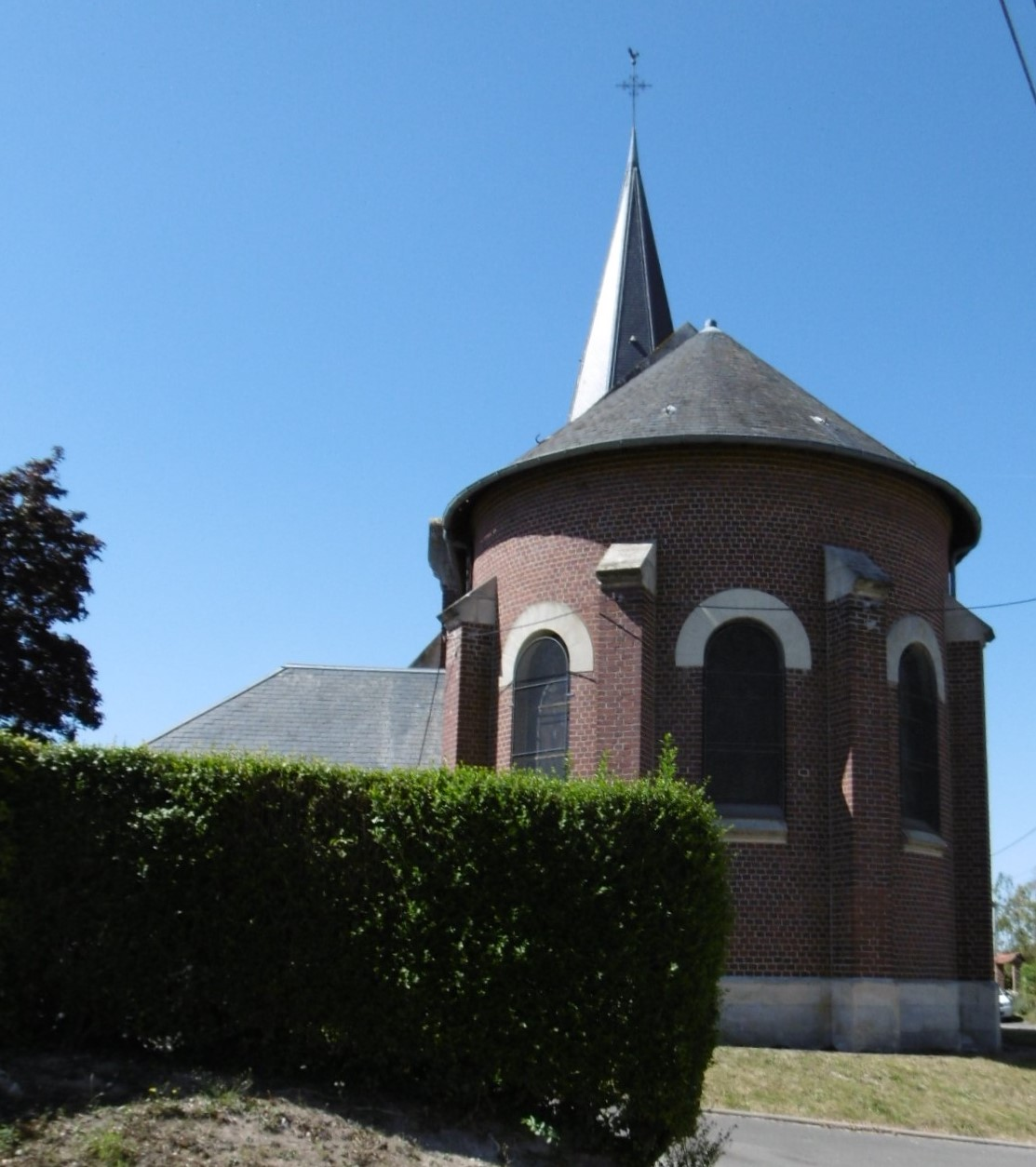
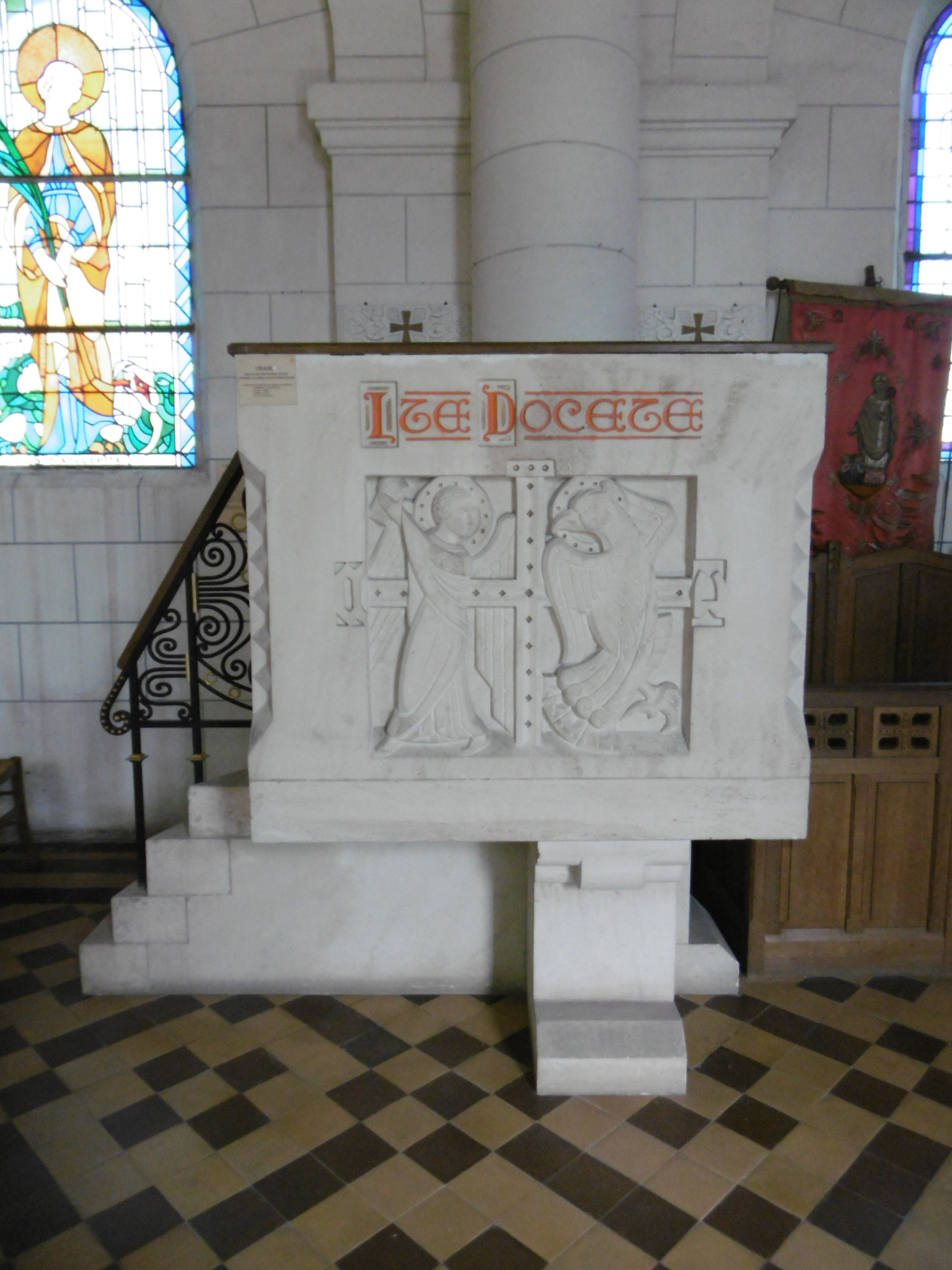
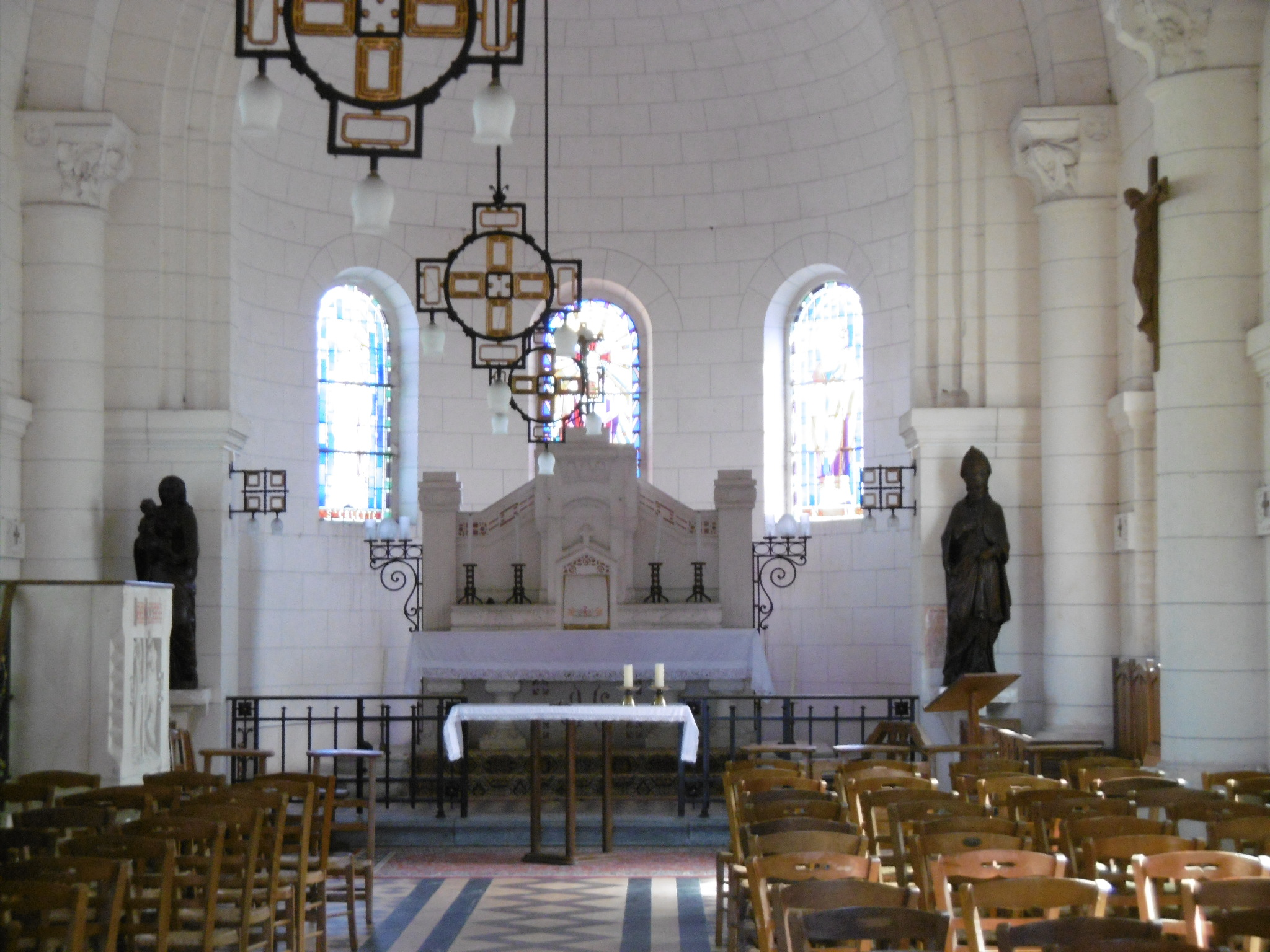